# Ottumwa
Ottumwa is een plaats (city) in de Amerikaanse staat Iowa, en valt bestuurlijk gezien onder Wapello County.

## Demografie
Bij de volkstelling in 2000 werd het aantal inwoners vastgesteld op 24.998. In 2006 is het aantal inwoners door het United States Census Bureau geschat op 24.845, een daling van 153 (-0,6%).

## Geografie
Volgens het United States Census Bureau beslaat de plaats een oppervlakte van 42,6 km², waarvan 40,9 km² land en 1,7 km² water.

## Geboren
- Karen Morley (1909-2003), actrice
- Tom Arnold (1959), acteur en komiek

## Plaatsen in de nabije omgeving
De onderstaande figuur toont nabijgelegen plaatsen in een straal van 20 km rond Ottumwa.